# Cimoliopterus
Cimoliopterus là một chi dực long đã từng sinh sống ở kỷ Phấn trắng muộn ở khu vực ngày nay là Anh và Hoa Kỳ. Mẫu vật đầu tiên được người ta biết đến, bao gồm phần trước của mõm bao gồm một phần của mào, được phát hiện trong Phân nhóm phấn xám ở Kent, Anh, và được mô tả là loài mới Pterodactylus cuvieri vào năm 1851. Tên cụ thể cuvieri tôn vinh nhà cổ sinh vật học George Cuvier, trong khi chi Pterodactylus sau đó được sử dụng cho nhiều loài dực long, những loài ngày nay không được người ta cho là có quan hệ họ hàng gần. Nó là một trong những loài khủng long đầu tiên được mô tả như mô hình ở Công viên Crystal Palace thập niên 1850. Sau đó, loài này được gán cho nhiều chi khác, bao gồm Ornithocheirus và Anhanguera. Vào năm 2013, loài này đã được chuyển sang một chi mới, Cimoliopterus cuvieri; tên chi Cimoliopterus có nguồn gốc từ tiếng Hy Lạp cho "phấn" và "cánh". Các mẫu vật và loài khác cũng đã được gán cho hoặc từ đồng nghĩa với loài với nhiều mức độ chắc chắn khác nhau. Vào năm 2015, một mẫu xương mõm được phát hiện ở Hệ tầng Britton của Texas, Hoa Kỳ, được đặt tên là một loài mới trong chi, C. dunni; tên cụ thể vinh danh người đã sưu tập mẫu vật hóa thạch, Brent Dunn.
C. cuvieri ước có sải cánh dài 3,5 m và C. dunni được cho là có kích thước tương tự C. cuvieri.